# Philip D. Jones

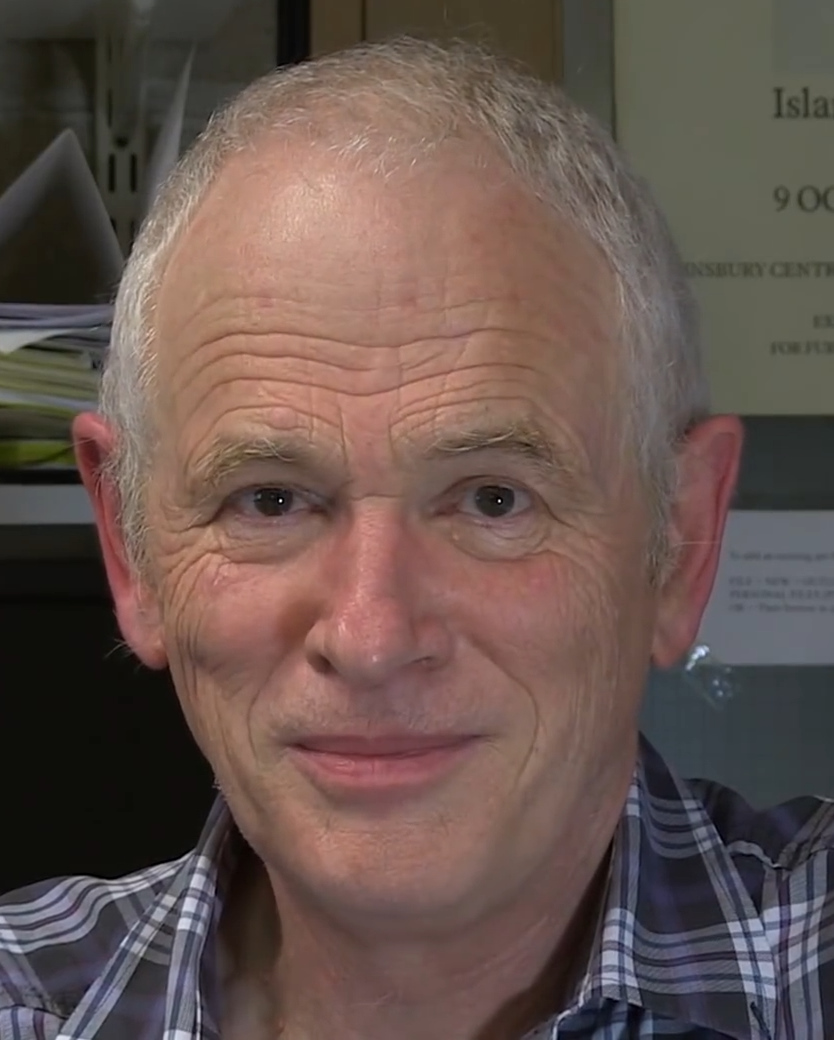
Philip D. Jones (2015)

Philip D. Jones (Philip Douglas „Phil“ Jones; * 1952) ist ein britischer Klimatologe an der University of East Anglia.

## Wissenschaftliche Arbeit
Jones hat einen BA in Environmental Sciences der Lancaster University und MSc und PhD der University of Newcastle upon Tyne. Er ist insbesondere bekannt für seine Weiterführung der instrumentellen Temperaturmessreihen im Klimabereich. Er hat damit in den 2001 und 2007 erschienenen IPCC-Berichten wesentliche Beiträge zu Kapitel 12 (Detection of Climate Change and Attribution of Causes) sowie zum Dritten Sachstandsbericht erbracht und war im vierten Sachstandsbericht Leitautor beim Kapitel 3, Observations: Surface and Atmospheric Climate Change.
Als Ko-Direktor der Climatic Research Unit war er zusammen mit Jean Palutikof von 1998 bis 2004 tätig und seitdem alleiniger Direktor. Er ist seit 1998 Mitglied der Academia Europaea. Bis Februar 2022 wurden Jones Forschungsarbeiten ca. 147.000 mal zitiert. Sein h-Index betrug zu diesem Zeitpunkt 159.

## Hackerangriff auf die Climatic Research Unit und anschließende Untersuchungen
Nachdem bei einem Hackerangriff E-Mails der CRU gestohlen und im Internet veröffentlicht worden waren, wurden von Klimawandelleugnern Vorwürfe der Datenmanipulation und Missachtung wissenschaftlicher Standards gegen Jones und mehrere seiner Fachkollegen erhoben. Jones ließ sein Amt als Direktor der CRU daraufhin vorläufig ruhen. Die Arbeit der Klimaforscher an der CRU wurde in der Folge von drei unabhängigen Untersuchungskommissionen eingehend geprüft. Der Wissenschafts-Ausschuss des britischen Parlaments kam im März 2010 zu dem Ergebnis, dass den Wissenschaftlern der CRU kein Vorwurf zu machen sei. Es könne nicht unterstellt werden, dass die Wissenschaftler bei der Zurückweisung von Anfragen über Forschungsergebnisse versucht hätten, die Öffentlichkeit über Klimadaten im Ungewissen zu lassen. Eine gemeinsame Untersuchungskommission der britischen Royal Society und der University of East Anglia unter dem Vorsitz von Ronald Oxburgh entlastete ebenfalls Jones und seine Kollegen. Es gebe „keine Beweise für vorsätzliches wissenschaftliches Fehlverhalten“, die Wissenschaftler um Jones hätten ihre Arbeit „ordentlich und genau“ gemacht und seien bei der Datenauswertung „objektiv und leidenschaftslos“ gewesen. Die Untersuchungskommission verurteilte zudem den scharfen Tonfall der Klimaleugner. Eine dritte Untersuchungskommission unter dem Vorsitz von Sir Muir Russell kam nach sechsmonatiger Prüfung und Anhörung zahlreicher Zeugen schließlich auch zu dem Ergebnis, dass die gegen Jones und seine Kollegen erhobenen Vorwürfe der Datenmanipulation und Unterdrückung von Kritikern unberechtigt seien. Die Schlüsseldaten für die Reproduzierbarkeit ihrer Forschungsergebnisse seien jedem kompetenten Interessierten zugänglich gewesen, auch gebe es keinerlei Hinweise auf eine Untergrabung des Peer-Review-Prozesses. Bemängelt wurde nur ein unzulängliches Maß an Offenheit seitens der Forscher und eine unabsichtlich irreführende Beschriftung einer Grafik von 1999. Es gebe jedoch keinerlei Zweifel an der Redlichkeit und Disziplin der Forscher.
Die zwischenzeitlich erhobenen Anschuldigungen belasteten Jones nach eigenen Angaben so sehr, dass er über Suizid nachdachte. Zudem erhielt er zahlreiche Morddrohungen.
Jones wurde im Juli 2010 in das neugeschaffene Amt des Forschungsdirektors versetzt. Die Universität betonte, dass es sich dabei keinesfalls um eine Degradierung handele.

## Auszeichnungen
- Hugh Robert Mill Medaille der Royal Meteorological Society[15] (1994)
- Outstanding Scientific Paper Award der Environmental Research Laboratories / NOAA für die Veröffentlichung A search for Human Influences on the Thermal Structure of the Atmosphere, Benjamin D. Santer et al., in Nature, 382, 39–46 (1996).
- Norbert Gerbier-MUMM International Award, World Meteorological Organization[16] (1998)
- Hans Oeschger Medal der European Geophysical Society[17] (2002)
- The International Journal of Climatology Prize der Royal Meteorological Society.[18] (2002)

## Veröffentlichungen (Auswahl)
Bücher
- mit Raymond S. Bradley (Hrsg.): Climate Since A.D. 1500. 2. Auflage. Routledge 1995, ISBN 0-415-12030-6.
- mit Raymond S. Bradley & Jean Jouzel (Hrsg.): Climatic Variations and Forcing Mechanisms of the Last 2000 Years. Springer, 1996, ISBN 3-540-60695-5.
- mit Astrid E. J. Ogilvie, Timothy J. Osborn & Keith R. Briffa (Hrsg.): History and Climate: Memories of the Future? Springer, 2001, ISBN 0-306-46589-2.
- mit Dario Camuffo (Hrsg.): Improved Understanding of Past Climatic Variability from Early Daily European Instrumental Sources. Springer, 2002, ISBN 1-4020-0556-3.

Aufsätze
- mit Timothy J. Osborn & Keith R. Briffa: Estimating Sampling Errors in Large-Scale Temperature Averages. In: Journal of Climate. Vol. 10, Issue 10, 1997, S. 2548–2568 (PDF; 993 kB).
- mit Timothy J. Osborn & Keith R. Briffa: The Evolution of Climate Over the Last Millennium. In: Science. Vol. 292, No. 5517, 2001, doi:10.1126/science.1059126, S. 662–667.
- mit Anders Moberg: Hemispheric and Large-Scale Surface Air Temperature Variations: An Extensive Revision and an Update to 2001. In: Journal of Climate. Vol. 16, Issue 2, 2003, doi:10.1175/1520-0442(2003)016<0206:HALSSA>2.0.CO;2, S. 206–223.
- mit Michael E. Mann: Global Surface Temperatures over the Past Two Millennia. In: Geophysical Research Letters. Vol. 30, Issue 15, 2003, doi:10.1029/2003GL017814 (PDF; 156 kB).
- mit Michael E. Mann: Climate over past millennia. In: Reviews of Geophysics. Vol. 42, 2004, doi:10.1029/2003RG000143 (PDF; 1,39 MB).
- mit David H. Lister & Qingxiang Li: Urbanization effects in large-scale temperature records, with an emphasis on China. In: Journal of Geophysical Research. Volume 113, Issue D16, 2008, doi:10.1029/2008JD009916 (PDF; 378 kB).